# Superliga de Turquía 2012-13
La temporada 2012-13 (conocida como Spor Toto Süper Lig por razones de patrocinio) fue la 55.ª temporada de la Superliga de Turquía, la máxima división del fútbol profesional en Turquía. La temporada comenzó el 17 de agosto de 2012 y concluyó el 19 de mayo de 2013.
Galatasaray se coronó campeón por segunda vez consecutiva, obteniendo su título número 19 luego de vencer 4-2 a Sivasspor el 5 de mayo de 2013. El goleador del torneo fue el turco Burak Yılmaz con 24 goles, también del Galatasaray.

## Equipos
Samsunspor, Manisaspor y Ankaragücü descendieron luego de terminar en los últimos tres puestos en la temporada 2011/12. Ankaragücü descendió luego de 31 años en la máxima división, Manisaspor regresó a la segunda luego de 2 años, y Samsunspor regresó a la segunda división en forma inmediata.
Los equipos que habían descendido fueron reemplazados para la temporada 2012/13 por el Akhisar Belediyespor, el campeón de la TFF Primera División en 2011/12, el subcampeón Elazığspor y el ganador del repechaje de promoción, Kasımpaşa SK. Elazığspor regresó a la primera división después de ocho años y luego de conseguir dos promociones consecutivas. Akhisar Belediyespor hizo su debut en primera. Kasımpaşa regresó en forma inmediata luego de haber sido relegado a segunda división al final de la temporada 2010/11.

### Información de los equipos
| Club                 | Ciudad     | Estadio                | Aforo  |
| -------------------- | ---------- | ---------------------- | ------ |
| Akhisar Belediyespor | Manisa     | Manisa 19 Mayis        | 16.597 |
| Beşiktaş             | Estambul   | BJK İnönü              | 32.086 |
| Bursaspor            | Bursa      | Bursa Atatürk          | 25.661 |
| Eskişehirspor        | Eskişehir  | Eskişehir Atatürk      | 13.520 |
| Fenerbahçe           | Estambul   | Şükrü Saracoğlu        | 55.526 |
| Galatasaray          | Estambul   | Türk Telekom Arena     | 52.652 |
| Gaziantepspor        | Gaziantep  | Gaziantep Kamil Ocak   | 16.981 |
| Gençlerbirliği       | Ankara     | Ankara 19 Mayis        | 19.209 |
| İstanbul BB          | Estambul   | Olímpico Atatürk       | 83.092 |
| Karabükspor          | Karabük    | Dr. Necmettin Şeyhoğlu | 7.593  |
| Kasımpaşa            | Estambul   | Recep Tayyip Erdoğan   | 14.234 |
| Kayserispor          | Kayseri    | Kadir Has              | 32.864 |
| Antalyaspor          | Antalya    | Universidad Akdeniz    | 7.083  |
| Mersin İdmanyurdu    | Mersin     | Tevfik Sırrı Gür       | 10.128 |
| Orduspor             | Ordu       | 19 Eylül               | 11.024 |
| Elazığspor           | Elazığ     | Elazığ Atatürk         | 13.923 |
| Sivasspor            | Sivas      | Sivas 4 Eylül          | 14.998 |
| Trabzonspor          | Trebisonda | Hüseyin Avni Aker      | 24.169 |

## Tabla de posiciones
Posiciones finales actualizadas el 24 de junio de 2013.
|  |    | Equipo               | PJ | PG | PE | PP | GF | GC | DG  | PTS |
|  | -- | -------------------- | -- | -- | -- | -- | -- | -- | --- | --- |
|  | 1  | Galatasaray          | 34 | 21 | 8  | 5  | 66 | 35 | +31 | 71  |
|  | 2  | Fenerbahçe           | 34 | 18 | 7  | 9  | 56 | 39 | +17 | 61  |
|  | 3  | Beşiktaş             | 34 | 16 | 10 | 8  | 63 | 49 | +14 | 58  |
|  | 4  | Bursaspor            | 34 | 14 | 13 | 7  | 52 | 41 | +11 | 55  |
|  | 5  | Kayserispor          | 34 | 15 | 7  | 12 | 48 | 45 | +3  | 52  |
|  | 6  | Kasımpaşa            | 34 | 14 | 8  | 12 | 48 | 37 | +11 | 50  |
|  | 7  | Antalyaspor          | 34 | 14 | 5  | 15 | 50 | 52 | -2  | 47  |
|  | 8  | Eskişehirspor        | 34 | 11 | 13 | 10 | 48 | 40 | +8  | 46  |
|  | 9  | Trabzonspor (1)      | 34 | 13 | 7  | 14 | 39 | 40 | -1  | 46  |
|  | 10 | Gaziantepspor        | 34 | 12 | 10 | 12 | 42 | 49 | -7  | 46  |
|  | 11 | Gençlerbirliği       | 34 | 10 | 15 | 9  | 46 | 47 | -1  | 45  |
|  | 12 | Sivasspor            | 34 | 12 | 8  | 14 | 41 | 46 | -5  | 44  |
|  | 13 | Elazığspor           | 34 | 10 | 13 | 11 | 31 | 46 | -15 | 43  |
|  | 14 | Akhisar Belediyespor | 34 | 11 | 9  | 14 | 36 | 44 | -8  | 42  |
|  | 15 | Karabükspor          | 34 | 11 | 7  | 16 | 41 | 53 | -12 | 40  |
|  | 16 | İstanbul BB          | 34 | 9  | 9  | 16 | 43 | 49 | -6  | 36  |
|  | 17 | Orduspor             | 34 | 6  | 11 | 17 | 35 | 51 | -16 | 29  |
|  | 18 | Mersin İdmanyurdu    | 34 | 4  | 10 | 20 | 31 | 53 | -22 | 22  |

### Leyenda
|  | Clasificado para la fase de grupos de la Liga de Campeones de la UEFA 2013-14            |
|  | Clasificado para la tercera ronda previa de la Liga de Campeones de la UEFA 2013-14      |
|  | Clasificado para la cuarta ronda previa (play-off) de la Liga Europea de la UEFA 2013-14 |
|  | Clasificado para la tercera ronda previa de la Liga Europea de la UEFA 2013-14           |
|  | Clasificado para la segunda ronda previa de la Liga Europea de la UEFA 2013-14           |
|  | Descendido a la TFF Primera División 2013-14                                             |

|                                     |
| Campeón Galatasaray SK 19.no título |

## Estadísticas
| Pos. | Jugador         | Club                       | Goles |
| ---- | --------------- | -------------------------- | ----- |
| 1    | Burak Yılmaz    | Galatasaray                | 24    |
| 2    | Kalu Uche       | Kasımpaşa                  | 19    |
| 3    | Bobô            | Kayserispor                | 18    |
| 4    | Pierre Webó     | İstanbul B.B. / Fenerbahçe | 16    |
| 5    | Moussa Sow      | Fenerbahçe                 | 15    |
| 5    | Pablo Batalla   | Bursaspor                  | 15    |
| 7    | Lamine Diarra   | Antalyaspor                | 13    |
| 7    | Mert Nobre      | Mersin İdmanyurdu          | 13    |
| 9    | Theofanis Gekas | Akhisar Belediyespor       | 12    |
| 9    | Umut Bulut      | Galatasaray                | 12    |
| 9    | Necati Ateş     | Eskişehirspor              | 12    |

| Pos. | Jugador          | Club           | Asistencias |
| ---- | ---------------- | -------------- | ----------- |
| 1    | Pablo Batalla    | Bursaspor      | 17          |
| 2    | Manuel Fernandes | Beşiktaş       | 12          |
| 2    | Erman Kılıç      | Sivasspor      | 12          |
| 4    | Dirk Kuyt        | Fenerbahçe     | 11          |
| 5    | Rodrigo Tello    | Eskişehirspor  | 10          |
| 6    | Hurşut Meriç     | Gençlerbirliği | 9           |
| 6    | Ismaïl Aissati   | Antalyaspor    | 9           |
| 6    | Djalma Campos    | Kasımpaşa      | 9           |
| 9    | Burak Yılmaz     | Galatasaray    | 8           |
| 9    | Lamine Diarra    | Antalyaspor    | 8           |
| 9    | Cleyton          | Kayserispor    | 8           |
| 9    | Haris Medunjanin | Gaziantepspor  | 8           |
| 9    | Duško Tošić      | Gençlerbirliği | 8           |
| 9    | Aydın Karabulut  | Elazığspor     | 8           |

| Pos. | Jugador         | Club                 | Tarjetas amarillas |
| ---- | --------------- | -------------------- | ------------------ |
| 1    | Salih Dursun    | Kayserispor          | 14                 |
| 2    | Aykut Demir     | Gençlerbirliği       | 13                 |
| 3    | Sedat Bayrak    | Elazığspor           | 12                 |
| 3    | Yiğit İncedemir | Kardemir Karabükspor | 12                 |
| 5    | Orhan Ak        | Elazığspor           | 11                 |
| 6    | Veysel Sarı     | Eskişehirspor        | 10                 |
| 6    | Fabian Ernst    | Kasımpaşa            | 10                 |
| 6    | Emre Güngör     | Antalyaspor          | 10                 |
| 6    | Miguel Garcia   | Orduspor             | 10                 |
| 6    | Emmanuel Culio  | Mersin İdmanyurdu    | 10                 |

| Pos. | Jugador          | Club        | Tarjetas rojas |
| ---- | ---------------- | ----------- | -------------- |
| 1    | Sedat Bayrak     | Elazığspor  | 3              |
| 2    | Marvin Zeegelaar | Elazığspor  | 2              |
| 2    | Sancak Kaplan    | Kasımpaşa   | 2              |
| 2    | Felipe Melo      | Galatasaray | 2              |

### Hat-tricks
| Jugador         | Club           | Rival                | Resultado | Fecha                    |
| --------------- | -------------- | -------------------- | --------- | ------------------------ |
| Kalu Uche       | Kasımpaşa      | Elazığspor           | 3–0       | 1 de septiembre de 2012  |
| Pierre Webó     | İstanbul B.B.  | Akhisar Belediyespor | 4–0       | 16 de septiembre de 2012 |
| Hugo Almeida    | Beşiktaş       | Antalyaspor          | 5–3       | 18 de noviembre de 2012  |
| Björn Vleminckx | Gençlerbirliği | Antalyaspor          | 5–3       | 20 de enero de 2013      |
| Michael Eneramo | Sivasspor      | İstanbul B.B.        | 4–1       | 27 de abril de 2013      |